# Léon Adams
Léon Adams (Thorn (Limburg), 9 april 1939 – ?, 12 april 2006) was een Nederlands dirigent, muziekpedagoog en hoboïst.

## Levensloop
Adams studeerde onderwijs en leraar Algemene Muzikale Vorming. Bij Jos Lennards studeerde hij Gregoriaanse muziek en bij de legendarische Haakon Stotijn hobo. Als dirigent bekwaamde hij zich onder leiding van Piet van Mever en te Lugano en Gravesano bij Hermann Scherchen waar hij onder anderen de internationale cursus orkestdirectie van de Zwitserse radio-omroep volgde. Hij was directeur van het regionale kunstencentrum voor Midden- en Noord Limburg "Stichting Kreato" te Thorn, één der grote scholen in het land, waar met name de HaFa-opleiding een hoge vlucht heeft genomen, mede door de door Adams ontwikkelde methodiek.
Als dirigent was hij verbonden aan de Muziekvereniging St. Caecilia America van 1966 tot 1991 en bereikte met dit fanfareorkest een hoog niveau, onder andere de wereldkampioenschap tijdens het Wereld Muziek Concours te Kerkrade in 1970 en 1985. Verder was hij dirigent van de Kerkelijke Harmonie "St. Joseph" Weert.